# Pallagos del Conflent

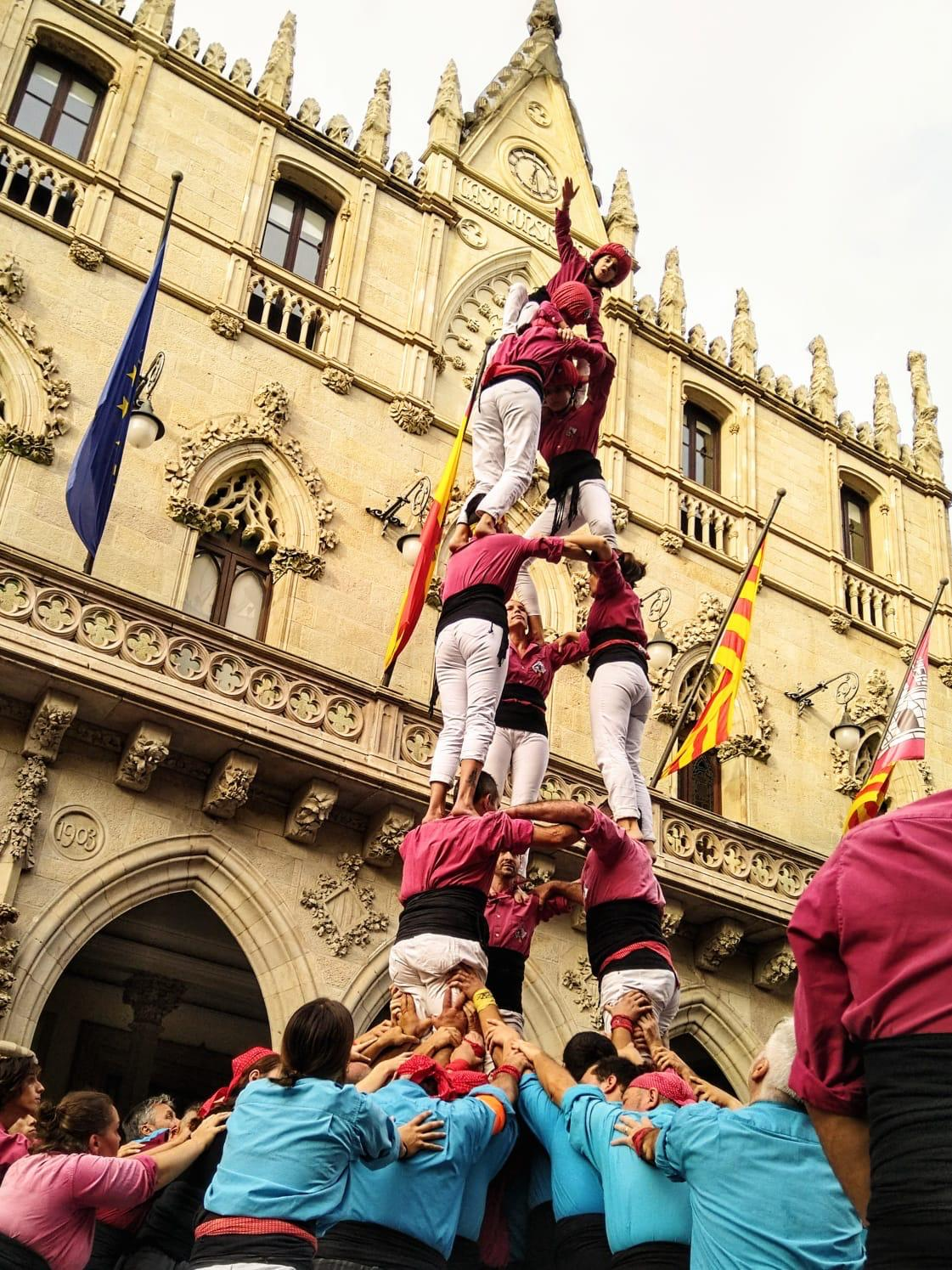
3 de 6 dels Pallagos del Conflent a Terrassa (BCN) 2023

Els Pallagos del Conflent són una colla castellera de la Catalunya del Nord que assaja a Prada. Són una secció del Casal del Conflent, una associació que té per objectiu la promoció i l'animació, gràcies a diverses manifestacions, de la llengua i la cultura catalanes. El grup de músics que els acompanyen s'anomena "Desmanyacs - Grallers i timbalers del Conflent".
Es van batejar el 12 de maig de 2013 a Catllà i els seus padrins van ser els Castellers de Terrassa i els Castellers del Riberal. La seva millor actuació va ser el 27 de juny del 2015, en què van realitzar el 2 de 6, el 5 de 6, el 4 de 7 i el pilar de 5.
Des del final de la pandèmia de COVID -19, les millors actuacions van ser el 4 de juny 2023 a Catllà pels 10 anys de la colla (2 Pd4, 4d6, 3d6, i2d6) i el 16 de setembre 2023 a Terrassa (Pd4, 4d6, 3d6, 3d6a).